# Dar slz
Dar slz (gratia lacrimarum / donum lacrimarum) označuje v křesťanské mystice boží milost, které se dostává některým křesťanům.[zdroj⁠?!] Slzy pak provází osobu každodenním životem, zvláště pak během liturgických úkonů a modlitby. Tzv. darem slz byl obdařen např. Ignác z Loyoly.
Rolí slz v křesťanském životě se obšírně zabývá sv. Robert Bellarmin v traktátu Úpění holubice čili o užitečnosti slz (česky Krystal, 1948). 

## Charakteristika
Nejedná se o prolévání slz jen tak. Označuje se tím dar, který souvisí s prožíváním - vciťováním se do nesmírného ponížení božího Syna - rozjímání jeho utrpení. Také jsou darem slz označovány ty stavy, které souvisí s lítostí nad vlastními hříchy, nebo nad zatvrzelostí hříšníků k té velké Lásce, která sebe samu vydala a možná pro ně zbytečně. Každopádně dar slz není zoufalstvím nad sebou samým ani nad ničím jiným. Člověk mající milost prožívat bolest Lásky se neudrží a roní slzy nad netečností k této Lásce. Nad tím, jak sám tu Lásku zranil a zradil - zraňuje a zrazuje…(Má Lásko na kříž přibitá i ranami mých hříchů… viz kancionál 301). Kromě již zmiňovaného Ignáce z Loyoly měl být tímto darem obdařen i sv. František z Assisi, který údajně oslepl mimo jiné i proto, jak ronil slzy.

## Dar slz vtradičním římském ritu
Tridentský misál obsahuje v části Orationes diversas speciální mešní formulář za dar slz. V této modlitbě se dar slz přirovnává k zázračnému vytrysknutí pramene ze skály, které je popisováno v Ex 17, 1-7 (Kral, ČEP); slzy se popisují jako specifický projev lítosti nad hříchy, která je nutnou podmínkou pokání, Božího odpuštění a záchrany před zavržením. Text modliteb zdůrazňuje, že nejde pouze o přirozenou emoční reakci: vyjití „potoků slz“ z duše se však připisuje zvláštnímu působení Ducha svatého. 
|                       | Latinský text | Český překlad Mariana Schallera OSB |
| --------------------- | --- | --- |
| Oratio                | Omnípotens et mitíssime Deus, qui sitiénti pópulo fontem vivéntis aquae de petra produxísti : educ de cordis nostri durítia lácrymas compunctiónis; ut peccáta nostra plángere valeámus, remissionémque eórum, te miseránte, mereámur accípere. Per Dóminum... | Všemohoucí a nejlaskavější Bože, jenž jsi žíznivému lidu vyvedl ze skály pramen živé vody, vyveď z tvrdosti srdce našeho slzy zkroušenosti, abychom dovedli oplakávati hříchy své a zasloužili si pro milosrdenství tvé obdržeti jejich odpuštění. Skrze Pána našeho... |
| Secreta               | Hanc oblatiónem, quaesumus, Dómine Deus, quam tuae Majestáti pro peccátis nostris offérímus, propítius réspice: et produc de óculis nostris lacrymárum flúmina, quibus débita flammárum incéndia valeámus extínguere. Per Dóminum...                           | Pohlédni milostivě, prosíme, Pane Bože, na tuto obětinu, kterou jsme přinesli tvé velebnosti za hříchy své a vyveď z očí našich potoky slz, kterými bychom mohli uhasiti zasloužený oheň plamenů. Skrze Pána našeho...                                                  |
| Modlitba po přijímání | Grátíam Spíritus Sancti, Dómine Deus, córdibus nostris cleménter infúnde: quae nos gemítibus lacrymárum effíciat máculas nostrórum dilúere peccatórum; atque optátae nobis, te largiénte, indulgéntiae praestet efféctum. Per Dominum... in unitáte ejúsdem... | Pane Bože, vlej dobrotivě do srdcí našich milost Ducha Svatého, která nechť učiní, abychom vzdechy a slzami smyli skvrny svých hříchů a nám nechť pro svou štědrost zjedná účinek tvého touženého odpuštění. Skrze Pána... v jednotě téhož Ducha svatého Bůh...         |